# CE-märkning

CE-märke

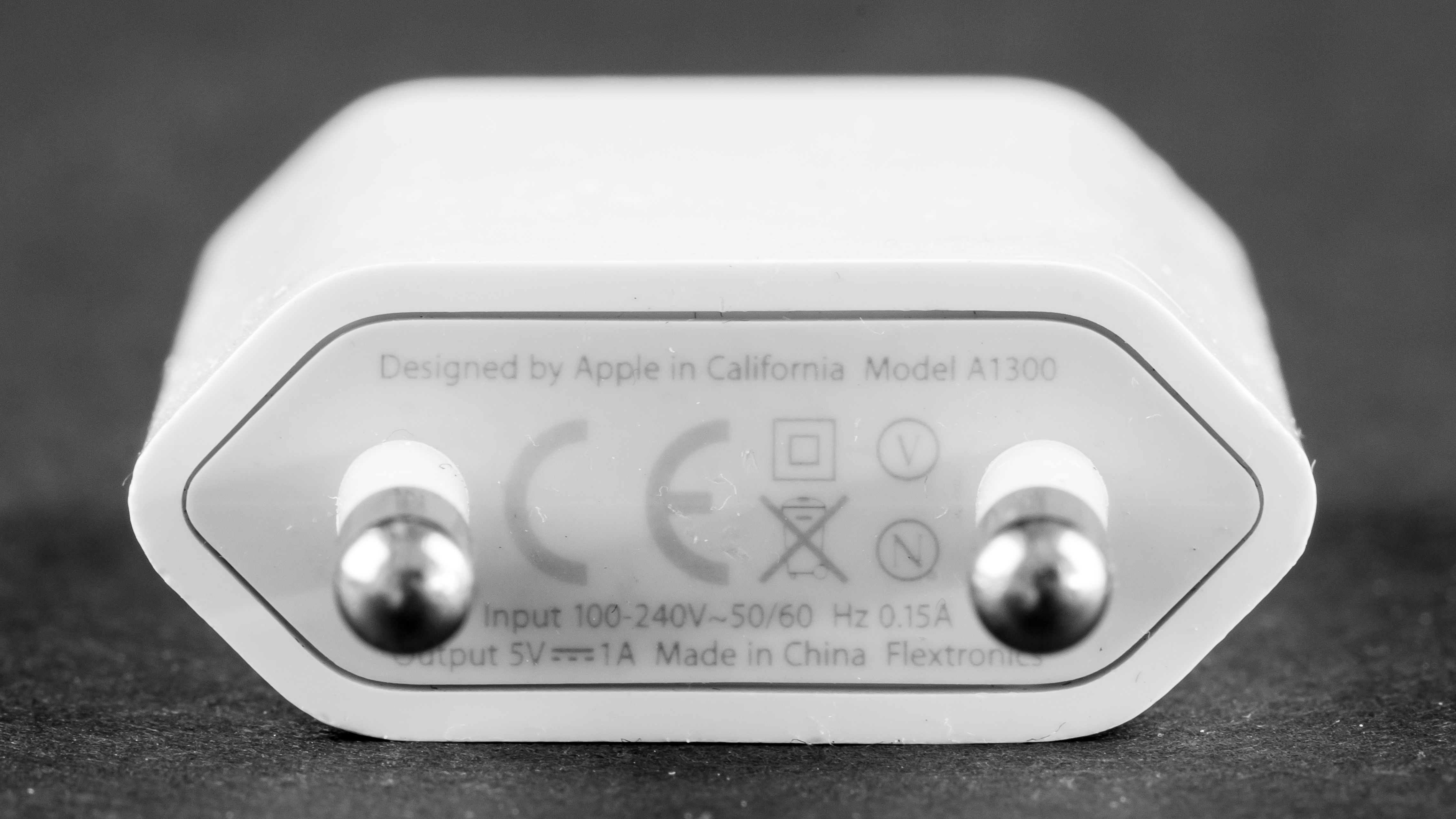
En CE-märkt telefonladdare.

CE-märkning är en produktmärkning inom Europeiska unionen som visar att en produkt uppfyller de nödvändiga kraven vad gäller bland annat miljö, hälsa och säkerhet för att få säljas på den inre marknaden. Genom EES-avtalet omfattas även Island, Liechtenstein och Norge.
CE-märkningen innebär att en tillverkare försäkrar att produkten i fråga uppfyller alla tillämpliga krav enligt unionens harmoniseringslagstiftning för att få saluföras på den inre marknaden och att eventuella nödvändiga kontrollförfaranden har följts. Beroende på typ av produkt kan det i vissa fall räcka med tillverkarens egen försäkran för att produkten ska kunna säljas, medan det i andra fall krävs att den även godkänns av ett kontrollorgan. CE-märkning får endast anbringas på produkter där CE-märkning krävs för försäljning på den inre marknaden. Produkter som omfattas av krav på CE-märkning innefattar bland annat byggprodukter, explosiva varor för civilt bruk, fritidsbåtar och vattenskotrar, leksaker, medicintekniska produkter, personlig skyddsutrustning, radioutrustning och värmepannor.
Bokstäverna CE påstås ibland stå för Conformité Européenne (’i europeisk överensstämmelse’), men i europeisk lagstiftning definieras inte vad CE står för.

## Lagar
Är en produkt försedd med CE-märkning visar detta att tillverkaren eller importören för EU har följt de grundläggande kraven som återfinns i de tillämpliga EU-direktiven eller EU-förordningarna. I princip innebär det att tillverkaren är ansvarig för alla skador som orsakas av den CE-märkta produkten, under förutsättning att användaren följt instruktionerna. Medlemsstaterna har förpliktat sig att överföra kraven från EU-direktiv till nationella regler med bibehållen kravnivå. EU:s förordningar är direkt tillämpliga i medlemsstaterna. Detta innebär att alla nationella lagstiftningar är harmoniserade. CE-märkningen infördes i Sverige den 1 januari 1994 och kallades EG-märket fram till 1 januari 1995.
För att uppfylla kraven i de tillämpliga direktiven eller förordningarna kan man välja att följa så kallade harmoniserade europeiska standarder, utfärdade av CEN, CENELEC och ETSI. Dessa är mer tekniskt detaljerade. Att standarderna är harmoniserade innebär att de är godkända mot ett direktiv och införlivat i de nationella systemen för standardisering. Standarderna fastställs och tillhandahålls i Sverige av de erkända standardiseringsorganen SIS, Svenska institutet för standarder, SEK Svensk Elstandard och ITS, Informationstekniska Standardiseringen och får då prefixet SS.
Lag (2011:791) om ackreditering och teknisk kontroll är den lag som gäller om CE-märkning sedan år 2011, och den ersätter de gamla lagarna från år 1992.
Från om med den 1 juli 2013 skall byggprodukter vara CE-märkta mot Byggproduktförordningen.

## "China Export-märkning"

Skillnaden mellan den europeiska och påstådda kinesiska CE-symbolen.

Det har funnits en mängd varor importerade från Kina där CE-symbolen haft ett kortare avstånd mellan bokstäverna C och E jämfört med den officiella CE-symbolen. Dessa ledde till rykten om att kinesiska företag och myndigheter skapat en så kallad  China Export-symbol, vilken skulle vara snarlik den officiella CE-logotypen men utan de krav som medföljer korrekt CE-märkning. När detta fått tillräcklig spridning för att uppmärksammas riktades en direkt fråga från EU-parlamentet till EU-kommissionen med en begäran att utreda och åtgärda situationen.
Europeiska kommissionens svar menade att "China Export"-märkningen i grunden var ett missförstånd, där de kinesiska tillverkarna inte insett att proportionerna var en del av symbolen, och att avvikelsen lett till en backronym. Icke desto mindre såg kommissionen allvarligt på missbruket av CE-märkningen, där produkter som inte uppfyllt kraven likväl märkts med CE. Mindre allvarligt, men i behov av korrigering, var fall där produkten visserligen uppfyllde kraven, men där märkningen inte var korrekt. Själva CE-logotypen har standarddimensioner som är tvingande och det är alltså inte tillåtet att avvika i logotypens dimensioner vid märkning. I Maskindirektivets officiella Guide 2006-42-EG utg. 2 Bilaga III står "Om CE-märkningen förminskas eller förstoras, skall proportionerna enligt ovanstående modell bibehållas". Kommissionen avsåg därför att utarbeta ett förslag om utökad kontroll i de enskilda medlemsländerna för att få bort felaktiga produkter från marknaden. Vidare skulle kommissionen påtala vikten av proportionerna i de fortlöpande kontakterna med Kina.
I EU räknas detta märke som ett CE-märke och om produkterna i övrigt uppfyller kraven, så får de säljas.